# 사오위웨이
사오위웨이(중국어: 邵雨薇, 병음: Shào Yǔwēi, 한자음: 소우미, 영어: Ivy Shao 아이비 사오[*], 1989년 9월 21일 ~ )는 대만의 배우이다. 2016년에 방송된 대만의 텔레비전 드라마 《1989 일념간》에서 주연을 맡은 것으로 유명하다.

## 출연 작품

### 드라마
- 2011년 《화려한 도전》 (華麗的挑戰, 민간전민텔레비전공사) - 궁시의 동료 역할
- 2012년 《지승선사》 (智勝鮮師, 중국 텔레비전 공사) - 량진진 역할
- 2013년 《당신을 그리워하는 맛》 (美味的想念, 싼리 텔레비전) - 유전전 역할
- 2013년 《맹학원5 이계대결》 (萌學園5異界對決, 둥썬 유유타이) - 마야 역할
- 2014년 《여인30정정수무간》 (女人30情定水舞間, 싼리 텔레비전 - 우이러 역할
- 2014년 《일견부종정》 (一見不鍾情, 후난위성텔레비전) - 탄샤오민 역할
- 2015년 《타간타적제2안》 (他看她的第2眼, 싼리 텔레비전) - 후융칭 역할
- 2015년 《아름다운 비밀》 (美麗的秘密, 후난위성텔레비전) - 장메이옌 역할
- 2016년 《1989 일념간》 (1989一念間, 싼리 텔레비전) - 예전전 역할
- 2017년 《극품절배》 (極品絶配, 싼리 텔레비전) - 웨이펀칭 역할
- 2018년 《달콤한 폭격》 (甜蜜暴擊, 후난위성텔레비전) - 쑹샤오미 역할
- 2018년 《사랑의 3.14159》 (愛的3.14159, 아이치이) - 자오위안마 역할
- 2019년 《감식영웅2 정의의 전쟁》 (鑑識英雄II 正義之戰, 중국 텔레비전 공사) - 베이이쉬안 역할

### 영화
- 2015년 《오월일호》 (五月一號) - 장화이원 역할
- 2016년 《아래층의 임차인》 (樓下的房客) - 장잉루 역할